# Садова (Молдова)
Садова (рум. Sadova) — село у Калараському районі Молдови. Утворює окрему комуну.

## Населення
За даними перепису населення 2004 року у селі проживали 2730 осіб.
Національний склад населення села:
| Національність       | Кількість осіб | Відсоток   |
| -------------------- | -------------- | ---------- |
| молдавани румуни     | 2551 151       | 93,4% 5,5% |
| українці             | 12             | 0,4%       |
| росіяни              | 12             | 0,4%       |
| болгари              | 2              | 0,1%       |
| поляки               | 1              | < 0,1%     |
| інша / без відповіді | 1              | < 0,1%     |
| Всього               | 2730           | 100%       |

## Уродженці
- Ігор Додон — Президент Молдови.